# Il cavaliere avaro
Il cavaliere avaro, op. 24 è un'opera in un atto di Sergej Vasil'evič Rachmaninov. Il libretto è del compositore stesso, ed è tratto dall'omonimo dramma di Aleksandr Sergeevič Puškin che fa parte delle Piccole tragedie.

## Storia della composizione
L'opera fu composta tra il 1903 e il 1905. La prima rappresentazione ebbe luogo al teatro Bol'šoj di Mosca l'11 (24) gennaio 1906, sotto la direzione dello stesso Rachmaninov, lo stesso giorno del debutto di un'altra sua opera, Francesca da Rimini.
L'organico dell'orchestra era il seguente: 3 flauti (il terzo anche ottavino), 2 oboi, corno inglese, clarinetto, clarinetto basso, 2 fagotti, 4 corni, 2 trombe, 3 tromboni, tuba, timpani, tamburo, piatti, grancassa, tam-tam, arpa, archi.

## Trama
L'azione si svolge in Inghilterra durante il medioevo.

### Scena prima
Albert è un giovane cavaliere dedito a giochi e divertimenti, e per questo è pieno di debiti. Suo padre, un Barone molto ricco e avaro, si rifiuta di dargli denaro per mantenere il suo stile di vita. Albert perciò cerca di ottenere soldi altrove: si rivolge a un usuraio, che gli nega il prestito ma gli offre un veleno per avvelenare il padre. Il giovane è atterrito dalla proposta e decide di chiedere aiuto al Duca.

### Scena seconda
Il Barone scende nei suoi sotterranei esultante, perché ha accumulato tanto oro da riempire il suo sesto forziere. Tuttavia, è colto dal pensiero che, se dovesse morire presto, suo figlio Albert potrebbe reclamare quella fortuna e sperperarla per i suoi piaceri.

### Scena terza
Albert si è appellato al Duca perché lo aiuti ad ottenere denaro dal padre. Albert si nasconde, mentre il Duca convoca il Barone per un incontro in cui gli chiede di aiutare il figlio. Il Barone però accusa Albert di volerlo derubare. Albert allora svela la sua presenza e accusa il padre di mentire. Il Barone sfida allora il figlio a duello e questi accetta. Il Duca rimprovera il Barone e scaccia Albert dalla sua corte. Provato dagli eventi, il Barone ha un malore fatale: mentre sta morendo la sua ultima richiesta è di avere le chiavi dei suoi forzieri colmi d'oro.